# Steve Kerr
Stephen Douglas Kerr (ur. 27 września 1965 w Bejrucie) – amerykański trener oraz były koszykarz grający w NBA na pozycji rzucającego obrońcy. Dziewięciokrotny mistrz NBA (5 tytułów jako zawodnik i 4 jako trener), a także mistrz świata.

## Życiorys
Syn amerykańskiego arabisty Malcolma Kerra, urodził się w Libanie, a college ukończył w Kairze. Po tragicznej śmierci ojca, który został zamordowany w 1984 w Bejrucie, przeniósł się do USA. 
W czasie studiów na Uniwersytecie Arizony reprezentował barwy uczelnianej drużyny Arizona Wildcats. Ustanowił rekord NCAA trafiając co najmniej jeden rzut za 3 punkty w 38 spotkaniach z rzędu, w trakcie jednego sezonu (27.11.1987–2.04.1988). Występował w amatorskiej reprezentacji USA, która zdobyła mistrzostwo świata w 1986 w Hiszpanii. 
W 1988 został wybrany w drugiej rundzie draftu NBA przez drużynę Phoenix Suns, skąd rok później przeniósł się do Cleveland Cavaliers. Po trzech sezonach w Cleveland przeszedł do Orlando Magic, a następnie w 1993 trafił do Chicago Bulls, gdzie jako kluczowy rezerwowy, przyczynił się do zdobycia trzech kolejnych mistrzowskich tytułów. 
Jego rzut dał m.in. zwycięstwo w ostatnim szóstym finałowym meczu z Utah Jazz w 1997. Po rozpadzie mistrzowskiej drużyny Byków przeniósł się w 1998 do San Antonio Spurs, z którym to zespołem rok później zdobył czwarty z rzędu pierścień mistrzowski. Ostatni tytuł uwieńczył karierę Kerra w 2003.
Po zakończeniu kariery pracował jako komentator NBA. W czerwcu 2007 został generalnym menedżerem i prezydentem ds. koszykówki w klubie Phoenix Suns. 

### Kariera trenerska
W 2014 został głównym trenerem drużyny Golden State Warriors. Pod jego kierownictwem drużyna zaliczyła najbardziej udany okres w swojej historii, osiągając pięć kolejnych mistrzostw Konferencja Zachodniej, tym samym występując w 5 kolejnych finałach NBA (2015–2019, 2022), w tym wygrywając cztery mistrzostwa w 2015, 2017, 2018 i 2022. W sezonie 2015-16 Warriors pobili rekord ligi, zwyciężając w 73 meczach sezonu, poprawiając wcześniejsze osiągnięcie Chicago Bulls z sezonu 1995-96, gdzie Kerr występował jako zawodnik. Po sezonie 2014-2015 Steve Kerr wybrany został trenerem roku ligi NBA.
W Letnich Igrzyskach Olimpijskich 2020 w Tokio zdobył złoty medal jako asystent trenera Gregga Popovicha.

## Osiągnięcia
Na podstawie, o ile nie zaznaczono inaczej.
Po sezonie 1994/95 został rekordzistą NBA, uzyskując najwyższą w historii ligi skuteczność rzutów za 3 punkty (52,4%) w trakcie pojedynczego sezonu. Jego rezultat poprawił w 2010 Kyle Korver, osiągając skuteczność na poziomie 53,6%.

### Zawodnicze
NCAA
- Uczestnik rozgrywek:
  - NCAA Final Four (1988)
  - turnieju NCAA (1985–1988)
- Mistrz:
  - turnieju konferencji Pac-10 (1988)
  - sezonu regularnego Pac-10 (1986, 1988)
- Zaliczony do:
  - I składu turnieju Pac-10 (1988)
  - II składu All-American (1988 przez Associated Press)
  - III składu All-American (1988 przez NABC)
- Drużyna Arizona Wildcats zastrzegła należący do niego numer 25

NBA
- 5-krotny mistrz NBA (1996–1998, 1999, 2003)[10]
- Zwycięzca turnieju McDonalda (1997)
- Zwycięzca konkursu:
  - rzutów za trzy punkty organizowanego przy okazji NBA All-Star Weekend (1997)[11]
  - Shooting Stars podczas NBA All-Star Weekend (2006)[12]
- Lider:
  - NBA w skuteczności rzutów za 3 punkty (1990, 1995)[13]
  - play-off w skuteczności rzutów za 3 punkty (2003)[14]
  - wszech czasów NBA w skuteczności rzutów za 3 punkty (45,4%)[15]
- Uczestnik konkursu rzutów za 3 punkty (1994, 1995, 1996, 1997)

Reprezentacja
- Mistrz świata (1986)[1]
- Mistrz Igrzysk Dobrej Woli (1986)[16]

### Trenerskie
Klubowe
- Mistrz NBA (2015, 2017, 2018, 2022)[17][18]
- Wicemistrz NBA (2016, 2019)[19]

Indywidualne
- Trener Roku NBA (2016)[4]
- Trener drużyny Zachodu podczas meczu gwiazd NBA (2015, 2017)
- Trener, który najszybciej odniósł 250 zwycięstw w NBA. Potrzebował na to zaledwie 302 spotkania, o 44 mniej niż dotychczasowy rekordzista Phil Jackson.

Reprezentacja
- Uczestnik mistrzostw świata (2019 – 7. miejsce – jako asystent trenera[20], 2023 – 4. miejsce[21])
- Uczestnik Letnich Igrzysk Olimpijskich 2020 w Tokio – 1. miejsce (jako asystent trenera), 2024 – 1. miejsce[22]

## Statystyki trenerskie
Źródło.
Na podstawie: Stan na 18 czerwca 2022 r.
| Zespół                | Sezon   | M   | Z   | P   | Z-P% | Miejsce             | MP  | ZP | PP | PZ-P% | Wynik               |
| --------------------- | ------- | --- | --- | --- | ---- | ------------------- | --- | -- | -- | ----- | ------------------- |
| Golden State Warriors | 2014/15 | 82  | 67  | 15  | 81,7 | 1 w dywizji Pacific | 21  | 16 | 5  | 76,2  | Mistrzostwo NBA     |
| Golden State Warriors | 2015/16 | 82  | 73  | 9   | 89,0 | 1 w dywizji Pacific | 24  | 15 | 9  | 62,5  | Wicemistrzostwo NBA |
| Golden State Warriors | 2016/17 | 82  | 67  | 15  | 81,7 | 1 w dywizji Pacific | 17  | 16 | 1  | 94,1  | Mistrzostwo NBA     |
| Golden State Warriors | 2017/18 | 82  | 58  | 24  | 70,7 | 1 w dywizji Pacific | 21  | 16 | 5  | 76,2  | Mistrzostwo NBA     |
| Golden State Warriors | 2018/19 | 82  | 57  | 25  | 69,5 | 1 w dywizji Pacific | 22  | 14 | 8  | 63,6  | Wicemistrzostwo NBA |
| Golden State Warriors | 2019/20 | 65  | 15  | 50  | 23,1 | 5 w dywizji Pacific | —   | —  | —  | —     |                     |
| Golden State Warriors | 2020/21 | 72  | 39  | 33  | 54,2 | 4 w dywizji Pacific | —   | —  | —  | —     | Porażka w play-in   |
| Golden State Warriors | 2021/22 | 82  | 53  | 29  | 64,6 | 2 w dywizji Pacific | 22  | 16 | 6  | 72,7  | Mistrzostwo NBA     |
| Kariera               |         | 629 | 429 | 200 | 68,2 |                     | 127 | 93 | 34 | 73,2  |                     |